# サック川
サック川（サックがわ、英語: River Suck）はアイルランドの川である。
シャノン川の主要な支流。シャノンブリッジの村の数キロ北でシャノン川に合流する。サック川はゴールウェイ県とロスコモン県の境界になっている。
サック川沿い最大の町はバリナスローである。